# Mack & Moxy
Mack & Moxy est une série télévisée d'animation américaine pour enfants. Chaque épisode enseigne aux enfants des leçons de vie sur la charité et la compassion, tout en célébrant la joie d'aider les autres. Créée par Brahm Wenger et Alan Green, la série allie animation 3D, prise de vues réelles de marionnettes, des chansons originales et de la musique. La série est distribuée par l'American Public Television et diffusée sur les chaînes PBS à travers toute l'Amérique,,. La première saison a démarré en streaming sur Netflix en octobre 2016.

## Présentation
Chaque épisode est composé de deux segments de 14 minutes et suit Mack, un adorable orignal et Moxy, un raton laveur qui vivent diverses aventures. Avec l'aide de Trooper (un enfant), ils partent sauver le Grand Helpee dans un lieu mystique et lointain appelé HelpeeLand.
Tout au long du chemin, Mack et Moxy rencontrent un nouvel ami dans le besoin qui introduit Mack et Moxy (et les enfants à la maison) à une nouvelle cause importante.
Un certain nombre d'organismes à but non lucratif et des organismes gouvernementaux ont établi un partenariat avec Mack & Moxy pour la première saison. Il s'agit notamment de l'American Heart Association, la Croix-Rouge Américaine, Citizen Schools, Easter Seals (en), Feeding America, National Highway Traffic Safety Administration, National Park Foundation, le Département du Shériff du Comté d'Orange, Playworks (en), President's Council on Sports, Fitness, and Nutrition (en), Save the Children et de World Wildlife Fund.

## Production
Mack & Moxy a été créé par le producteur délégué Brahm Wenger qui a travaillé pour le compte de Walt Disney Pictures pendant plus de 17 ans, produisant et écrivant les partitions et chansons de plus de 40 films pour enfants – comprenant les séries de films Air Bud et Cinq Toutous prêts à tout (Air Buddies). La série est co-produite par Bardel Entertainment, l'un des leaders dans le monde des maisons de l'animation et qui a réalisé des animations pour la Fox, DreamWorks, Warner Bros, Nickelodeon, Disney et Cartoon Network.

## Épisodes
1. A Friend Who Reads Is a Friend Indeed
2. Feeding Rainbow
3. A Ty-Grrrr's Tale
4. Always Be Prepared
5. A Bop-Topus' Garden
6. Get Up, Get Going
7. A Spectrum of Possibilities
8. S.T.E.M. Strong
9. Ready, Set, Hike!
10. Buckle, Buckle, Seatbelts and Chuckle
11. Play It Again, Mack
12. You're My Hero

## Récompenses
- 2016 : remporte le Parents' Choice Award for Spring 2016 Television[11]
- 2016 : remporte le Mom's Choice Award[12]